# Дикі штучки
«Дикі штучки» (англ. «Wild Things») — американський трилер 1998 року. Режисер — Джон МакНотон.

## Сюжет
Приваблива старшокласниця Келлі Ван Раян звинувачує свого вчителя Сема Ломбардо у зґвалтуванні. Скоріше за все, зробила вона це зумисно через те, що він не піддався її чарам. Через кілька днів у такому ж злочині, вчиненому рік тому, Сема звинувачує інша учениця — Сьюзі Толлер. Розслідування ведуть поліцейські Рей Дюкетт і Ґлорія Перес. Вони знають, що Сем раніше співмешкав із матір'ю Келлі, багатою та могутньою Сандрою Ван Раян. Ломбардо звертається по допомогу до адвоката Кена Боудена й той у суді «розколює» Сьюзі, яка зізнається, що збрехала на прохання Келлі. Сем отримує 8 млн доларів відкупних. Але далі виявляється, що учениці були у змові зі вчителем, їхнім коханцем. Поліцейський Рей Дюккет здогадується, що справа нечиста та продовжує розслідування...

## У ролях
| Актор            | Роль                  |
| ---------------- | --------------------- |
| Кевін Бейкон     | сержант Рей Дюкетт    |
| Метт Діллон      | Сем Ломбардо          |
| Нів Кемпбелл     | Сьюзі Толлер          |
| Деніз Річардс    | Келлі Ван Раян        |
| Тереза Расселл   | Сандра Ван Раян       |
| Дафна Рубін-Веґа | детектив Ґлорія Перес |
| Керрі Снодґресс  | Рубі                  |
| Джефф Перрі      | Брюс Гантер           |
| Роберт Ваґнер    | Том Бакстер           |
| Білл Мюррей      | Кеннет Боуден         |
| Денніс Ніл       | Арт Меддокс           |
| Марк Макаулей    | Волтер                |
| Корі Пендерґаст  | Джиммі Ліч            |
| Тої Мілан Степ   | Ніколь                |
| Пауло Бенедеті   | Кірк                  |
| Едуардо Яньєс    | Френкі Кондо          |
| Дженніфер Тейлор | Барбара Бакстер       |

## Українське багатоголосе закадрове озвучення
Українською мовою озвучено студією «Так Треба Продакшн» на замовлення телекомпанії «Інтер». Ролі озвучували: Анатолій Пашнін, Олег Стальчук, Наталя Задніпровська та Олена Яблочна.